# Spedizione di Nias
Le spedizione di Nias fu una spedizione militare condotta dai Paesi Bassi contro la popolazione della remota isola di Nias, in Indonesia, che a intervalli regolari si protrasse dal 1855 al 1864.
L'isola di Nias era perlopiù isolata dalle isole vicine di Sumatra, Srivijaya e Majapahit. La popolazione locale, a ogni modo, aveva sempre mantenuto buoni rapporti con gli olandesi sin dal XVII secolo.
Sul finire del 1855, incalzati dai recenti successi nelle Indie orientali olandesi, le truppe della Compagnia olandese si spinsero anche verso l'isola di Nias, per espandere il loro territorio e trovare ulteriore terreno fartile per piantare alberi da spezie e costruire nuovi porti d'attracco. Occupando Nizia, infatti, il governo dei Paesi Bassi avrebbe controllato i traffici della costa ovest di Sumatra.
Questo fatto incontrò la resistenza della popolazione locale, che si oppose a questa invasione, dapprima con un confronto diretto e poi con una serie di guerriglie, che si protrassero sino al 1864, con alcune brevi interruzioni. In quell'anno la Compagnia poté dire conquistata completamente l'isola di Nias.